# بنكسية هامشية
بنكسية هامشية (الاسم العلمي: Banksia marginata) هي نوع نباتي يتبع جنس البنكسية من فصيلة البروطية.